# Jarrett Patterson
Jarrett Patterson (Miami, 28 giugno 2000) è un giocatore di football americano statunitense che milita nel ruolo di centro per gli Houston Texans della National Football League (NFL).

## Carriera

### Houston Texans
Al college Patterson giocò a football a Notre Dame. Fu scelto nel corso del sesto giro (201º assoluto) del Draft NFL 2023 dagli Houston Texans. All'inizio della sua stagione da rookie fu nominato centro titolare della squadra, ruolo in cui disputò sette partite prima di rompersi il perone ed essere inserito in lista infortunati il 31 ottobre 2023.